# 加拿大國家男子籃球隊
加拿大國家男子籃球隊（英語：Canada men's national basketball team）是一支代表加拿大參加國際籃球賽事的球隊。

## 外部連結
- FIBA Profile （页面存档备份，存于）
- USBasket.com – Canada Men National Team （页面存档备份，存于）
- Archived records （页面存档备份，存于） of Canada team participations